# ريتشارد إي. ألسويرث
ريتشارد إي. ألسويرث (بالإنجليزية: Richard E. Ellsworth)‏ هو ضابط أمريكي، ولد في 18 يوليو 1911 في إيري في الولايات المتحدة، وتوفي في 18 مارس 1953 في نيوفندلاند في كندا.